# Interlands Fins voetbalelftal 1940-1949
Deze pagina toont een chronologisch en gedetailleerd overzicht van de interlands die het Fins voetbalelftal speelde in de periode 1940 – 1949.

## Interlands

### 1940
|                                                                          |                                           |       |                              |                                                                                     |
| 29 augustus Vriendschappelijk № 122 «onderlinge duels» 18:10 uur (UTC+2) | Finland                                   | 2 – 3 | Zweden                       | Olympisch Stadion, Helsinki Toeschouwers: 15.578 Scheidsrechter: Peco Bauwens (GER) |
| 29 augustus Vriendschappelijk № 122 «onderlinge duels» 18:10 uur (UTC+2) | Kurt Weckström 31' (pen.) Erik Beijar 58' |       | 13', 34', 85' Knut Johansson | Olympisch Stadion, Helsinki Toeschouwers: 15.578 Scheidsrechter: Peco Bauwens (GER) |

|                                                                          | |        |         |                                                                                      |
| 1 september Vriendschappelijk № 123 «onderlinge duels» 15:30 uur (UTC+2) | Duitsland | 13 – 0 | Finland | Probstheidaer Stadion, Leipzig Toeschouwers: 40.000 Scheidsrechter: Otto Remke (DEN) |
| 1 september Vriendschappelijk № 123 «onderlinge duels» 15:30 uur (UTC+2) | Wilhelm Hahnemann 7', 19', 28', 44', 49', 82' Edmund Conen 8', 16', 32', 47' Fritz Walter 11', 68' Willi Arlt 62' |        |         | Probstheidaer Stadion, Leipzig Toeschouwers: 40.000 Scheidsrechter: Otto Remke (DEN) |

|                                                                           |                                                               |       |         |                                                                                   |
| 22 september Vriendschappelijk № 124 «onderlinge duels» 14:00 uur (UTC+1) | Zweden                                                        | 5 – 0 | Finland | Råsundastadion, Solna Toeschouwers: 22.089 Scheidsrechter: Valdemar Laursen (DEN) |
| 22 september Vriendschappelijk № 124 «onderlinge duels» 14:00 uur (UTC+1) | Erik Persson 28' Knut Johansson 58', 59', 74' Gunnar Gren 89' |       |         | Råsundastadion, Solna Toeschouwers: 22.089 Scheidsrechter: Valdemar Laursen (DEN) |

### 1941
|                                                                        |         |                                                                 |           |                                                                                       |
| 5 oktober Vriendschappelijk № 125 «onderlinge duels» 14:00 uur (UTC+2) | Finland | 0 – 6                                                           | Duitsland | Olympisch Stadion, Helsinki Toeschouwers: 7.138 Scheidsrechter: Ragnar Eriksson (SWE) |
| 5 oktober Vriendschappelijk № 125 «onderlinge duels» 14:00 uur (UTC+2) |         | 28', 58', 63' Hermann Eppenhoff 43', 70', 83' Ernest Wilimowski |           | Olympisch Stadion, Helsinki Toeschouwers: 7.138 Scheidsrechter: Ragnar Eriksson (SWE) |

### 1942
Geen interlands gespeeld.

### 1943
|                                                                           |         |                                            |           |                                                                                   |
| 15 september Vriendschappelijk № 126 «onderlinge duels» 17:30 uur (UTC+2) | Finland | 0 – 3                                      | Hongarije | Olympisch Stadion, Helsinki Toeschouwers: 9.662 Scheidsrechter: Ivan Eklind (SWE) |
| 15 september Vriendschappelijk № 126 «onderlinge duels» 17:30 uur (UTC+2) |         | 11', 47' Mátyás Tóth 35' Francisc Spielman |           | Olympisch Stadion, Helsinki Toeschouwers: 9.662 Scheidsrechter: Ivan Eklind (SWE) |

|                                                                        |                |       |                    |                                                                                       |
| 3 oktober Vriendschappelijk № 127 «onderlinge duels» 14:00 uur (UTC+2) | Zweden         | 1 – 1 | Finland            | Olympisch Stadion, Helsinki Toeschouwers: 10.604 Scheidsrechter: Bertil Ahlfors (FIN) |
| 3 oktober Vriendschappelijk № 127 «onderlinge duels» 14:00 uur (UTC+2) | Urho Teräs 85' |       | 47' Knut Johansson | Olympisch Stadion, Helsinki Toeschouwers: 10.604 Scheidsrechter: Bertil Ahlfors (FIN) |

### 1944
Geen interlands gespeeld.

### 1945
|                                                                          |                                                                                     |       |                      |                                                                                     |
| 26 augustus Vriendschappelijk № 128 «onderlinge duels» 15:00 uur (UTC+1) | Zweden                                                                              | 7 – 2 | Finland              | Ullevi, Göteborg Toeschouwers: 18.542 Scheidsrechter: Reidar Randers Johansen (NOR) |
| 26 augustus Vriendschappelijk № 128 «onderlinge duels» 15:00 uur (UTC+1) | Arne Nyberg 3', 48' Gunnar Gren 8', 60', 77' Henry Karlsson 49' Karl Erik Grahn 80' |       | 26', 28' Erik Beijar | Ullevi, Göteborg Toeschouwers: 18.542 Scheidsrechter: Reidar Randers Johansen (NOR) |

|                                                                           |                  |       |                                                         |                                                                                      |
| 30 september Vriendschappelijk № 129 «onderlinge duels» 15:00 uur (UTC+2) | Finland          | 1 – 6 | Zweden                                                  | Olympisch Stadion, Helsinki Toeschouwers: 16.581 Scheidsrechter: Ludvig Jørkov (DEN) |
| 30 september Vriendschappelijk № 129 «onderlinge duels» 15:00 uur (UTC+2) | Yrjö Sotiola 25' |       | 36', 59', 81', 82', 88' Börje Tapper 49' Erik Holmqvist | Olympisch Stadion, Helsinki Toeschouwers: 16.581 Scheidsrechter: Ludvig Jørkov (DEN) |

### 1946
|                                                                      | |        |         |                                                                                |
| 28 juni Vriendschappelijk № 130 «onderlinge duels» 18:00 uur (UTC+1) | Noorwegen | 12 – 0 | Finland | Brannstadion, Bergen Toeschouwers: 22.000 Scheidsrechter: Gunnar Dahlner (SWE) |
| 28 juni Vriendschappelijk № 130 «onderlinge duels» 18:00 uur (UTC+1) | Gunnar Thoresen 1', 20', 62' Paul Sæthrang 18', 31', 69' Knut Osnes 30', 80' Reidar Kvammen 34', 80' Hans Nordahl 59', 81' |        |         | Brannstadion, Bergen Toeschouwers: 22.000 Scheidsrechter: Gunnar Dahlner (SWE) |

|                                                                          |                                |       |                                                                                 |                                                                                    |
| 1 september Vriendschappelijk № 131 «onderlinge duels» 14:00 uur (UTC+2) | Finland                        | 2 – 5 | Denemarken                                                                      | Olympisch Stadion, Helsinki Toeschouwers: 17.778 Scheidsrechter: Ivan Eklind (SWE) |
| 1 september Vriendschappelijk № 131 «onderlinge duels» 14:00 uur (UTC+2) | Helge Svahn 8' Erik Beijar 90' |       | 7' Ivan Jensen 50' Johannes Pløger 61', 85' Erling Sørensen 82' Carl Aage Præst | Olympisch Stadion, Helsinki Toeschouwers: 17.778 Scheidsrechter: Ivan Eklind (SWE) |

|                                                                           |         |                                                                                       |        |                                                                                                |
| 15 september Vriendschappelijk № 132 «onderlinge duels» 13:15 uur (UTC+2) | Finland | 0 – 7                                                                                 | Zweden | Olympisch Stadion, Helsinki Toeschouwers: 18.421 Scheidsrechter: Reidar Randers Johansen (NOR) |
| 15 september Vriendschappelijk № 132 «onderlinge duels» 13:15 uur (UTC+2) |         | 1', 49', 53' Gustaf Nilsson 36' Egon Jönsson 46' Bror Karlsson 60' (pen.) Kjell Rosén |        | Olympisch Stadion, Helsinki Toeschouwers: 18.421 Scheidsrechter: Reidar Randers Johansen (NOR) |

### 1947
| |                  |       |                                                     |                                                                                    |
| 26 juni Vriendschappelijk Toernooi 40-jarig jubileum Finse Voetbalbond № 133 «onderlinge duels» 19:00 uur (UTC+2) | Finland          | 1 – 2 | Noorwegen                                           | Olympisch Stadion, Helsink Toeschouwers: 14.806 Scheidsrechter: Tore Sjöberg (SWE) |
| 26 juni Vriendschappelijk Toernooi 40-jarig jubileum Finse Voetbalbond № 133 «onderlinge duels» 19:00 uur (UTC+2) | Anatol Hasso 28' |       | 39' (pen.) Harry Boye Karlsen 85' Henry Johannessen | Olympisch Stadion, Helsink Toeschouwers: 14.806 Scheidsrechter: Tore Sjöberg (SWE) |

|                                                                                     |                                                                                                |       |         |                                                                            |
| 24 augustus Noords Kampioenschap 1937/47 № 134 «onderlinge duels» 13:30 uur (UTC+1) | Zweden                                                                                         | 7 – 0 | Finland | Ryavallen, Borås Toeschouwers: 20.500 Scheidsrechter: Aksel Asmussen (DEN) |
| 24 augustus Noords Kampioenschap 1937/47 № 134 «onderlinge duels» 13:30 uur (UTC+1) | Nils Liedholm 4', 52' Gunnar Nordahl 5', 30', 40' Gunnar Gren 9' (pen.) Leo Turunen 78' (e.d.) |       |         | Ryavallen, Borås Toeschouwers: 20.500 Scheidsrechter: Aksel Asmussen (DEN) |

|                                                                                     |                                              |       |                                                                    |                                                                                        |
| 7 september Noords Kampioenschap 1937/47 № 135 «onderlinge duels» 15:00 uur (UTC+2) | Finland                                      | 3 – 3 | Noorwegen                                                          | Olympisch Stadion, Helsink Toeschouwers: 13.533 Scheidsrechter: Valdemar Laursen (DEN) |
| 7 september Noords Kampioenschap 1937/47 № 135 «onderlinge duels» 15:00 uur (UTC+2) | Harry Reunanen 4' Stig-Göran Myntti 20', 23' |       | 21' Gunnar Dahlen 41' Odd Wang Sørensen 88' (pen.) Knut Brynildsen | Olympisch Stadion, Helsink Toeschouwers: 13.533 Scheidsrechter: Valdemar Laursen (DEN) |

|                                                                           |                 |       |                                                   |                                                                                            |
| 17 september Vriendschappelijk № 136 «onderlinge duels» 15:30 uur (UTC+2) | Finland         | 1 – 4 | Polen                                             | Olympisch Stadion, Helsink Toeschouwers: 12.315 Scheidsrechter: Thoralv Christiansen (NOR) |
| 17 september Vriendschappelijk № 136 «onderlinge duels» 15:30 uur (UTC+2) | Åke Forsman 16' |       | 18', 47' Gerard Cieślik 59', 79' Henryk Spodzieja | Olympisch Stadion, Helsink Toeschouwers: 12.315 Scheidsrechter: Thoralv Christiansen (NOR) |

|                                                                                   |                                                                             |       |                 |                                                                                       |
| 5 oktober Noords Kampioenschap 1937/47 № 137 «onderlinge duels» 13:30 uur (UTC+1) | Denemarken                                                                  | 4 – 1 | Finland         | Aarhus Stadion, Aarhus Toeschouwers: 22.300 Scheidsrechter: John Erik Andersson (SWE) |
| 5 oktober Noords Kampioenschap 1937/47 № 137 «onderlinge duels» 13:30 uur (UTC+1) | Jørgen Wagner Hansen 2' Carl Aage Præst 4', 23' Jørgen Leschly Sørensen 57' |       | 80' Olof Stolpe | Aarhus Stadion, Aarhus Toeschouwers: 22.300 Scheidsrechter: John Erik Andersson (SWE) |

### 1948
|                                                                                 |         |                                                                |            |                                                                                    |
| 15 juni Noords Kampioenschap 1948/51 № 138 «onderlinge duels» 19:00 uur (UTC+2) | Finland | 0 – 3                                                          | Denemarken | Olympisch Stadion, Helsinki Toeschouwers: 20.464 Scheidsrechter: Ivan Eklind (SWE) |
| 15 juni Noords Kampioenschap 1948/51 № 138 «onderlinge duels» 19:00 uur (UTC+2) |         | 11' (pen.) John Hansen 56' Kaj Christiansen 88' Harald Lyngsaa |            | Olympisch Stadion, Helsinki Toeschouwers: 20.464 Scheidsrechter: Ivan Eklind (SWE) |

|                                                   |                                             |       |         |                                                                              |
| 2 juli Vriendschappelijk № 139 «onderlinge duels» | IJsland                                     | 2 – 0 | Finland | Melavöllur, Reykjavik Toeschouwers: 8.000 Scheidsrechter: John Nilsson (SWE) |
| 2 juli Vriendschappelijk № 139 «onderlinge duels» | Ríkharður Jónsson 85' Ríkharður Jónsson 88' |       |         | Melavöllur, Reykjavik Toeschouwers: 8.000 Scheidsrechter: John Nilsson (SWE) |

|                                                                                     |                           |       |         |                                                                              |
| 5 september Noords Kampioenschap 1948/51 № 140 «onderlinge duels» 13:15 uur (UTC+1) | Noorwegen                 | 2 – 0 | Finland | Ullevaalstadion, Oslo Toeschouwers: 24.389 Scheidsrechter: Ivan Eklind (SWE) |
| 5 september Noords Kampioenschap 1948/51 № 140 «onderlinge duels» 13:15 uur (UTC+1) | Odd Wang Sørensen 2', 50' |       |         | Ullevaalstadion, Oslo Toeschouwers: 24.389 Scheidsrechter: Ivan Eklind (SWE) |

|                                                                                      |                                          |       |                                       |                                                                                      |
| 19 september Noords Kampioenschap 1948/51 № 141 «onderlinge duels» 14:00 uur (UTC+2) | Finland                                  | 2 – 2 | Zweden                                | Olympisch Stadion, Helsinki Toeschouwers: 15.407 Scheidsrechter: Ludvig Jørkov (DEN) |
| 19 september Noords Kampioenschap 1948/51 № 141 «onderlinge duels» 14:00 uur (UTC+2) | Kalevi Lehtovirta 37' Aulis Rytkönen 43' |       | 36' Börje Tapper 70' Sture Mårtensson | Olympisch Stadion, Helsinki Toeschouwers: 15.407 Scheidsrechter: Ludvig Jørkov (DEN) |

|                                                                         |                    |       |         |                                                                                         |
| 17 oktober Vriendschappelijk № 142 «onderlinge duels» 14:00 uur (UTC+1) | Polen              | 1 – 0 | Finland | Wojska Polskiegostadion, Warschau Toeschouwers: 25.000 Scheidsrechter: Béla Barna (HUN) |
| 17 oktober Vriendschappelijk № 142 «onderlinge duels» 14:00 uur (UTC+1) | Gerard Cieślik 64' |       |         | Wojska Polskiegostadion, Warschau Toeschouwers: 25.000 Scheidsrechter: Béla Barna (HUN) |

### 1949
|                                                                     |         |                                                                          |          |                                                                                    |
| 15 mei Vriendschappelijk № 143 «onderlinge duels» 14:00 uur (UTC+2) | Finland | 0 – 4                                                                    | Engeland | Olympisch Stadion, Helsinki Toeschouwers: 22.116 Scheidsrechter: Ivan Eklind (SWE) |
| 15 mei Vriendschappelijk № 143 «onderlinge duels» 14:00 uur (UTC+2) |         | 43' Jimmy Mullen 49' Johnny Morris 52' Dennis Wilshaw 76' Dennis Wilshaw |          | Olympisch Stadion, Helsinki Toeschouwers: 22.116 Scheidsrechter: Ivan Eklind (SWE) |

|                                                                      |                    |       |                                                                 |                                                                                       |
| 16 juni Vriendschappelijk № 144 «onderlinge duels» 18:00 uur (UTC+2) | Finland            | 1 – 4 | Nederland                                                       | Olympisch Stadion, Helsinki Toeschouwers: 7.778 Scheidsrechter: Thorleif Nordbø (NOR) |
| 16 juni Vriendschappelijk № 144 «onderlinge duels» 18:00 uur (UTC+2) | Aulis Rytkönen 87' |       | 38', 75' Jan van Roessel 57' Rinus Schaap 78' Jan van Schijndel | Olympisch Stadion, Helsinki Toeschouwers: 7.778 Scheidsrechter: Thorleif Nordbø (NOR) |

|                                                                                |                   |       |                       |                                                                                       |
| 8 juli Noords Kampioenschap 1948/51 № 145 «onderlinge duels» 19:00 uur (UTC+2) | Finland           | 1 – 1 | Noorwegen             | Olympisch Stadion, Helsinki Toeschouwers: 11.264 Scheidsrechter: Aksel Asmussen (DEN) |
| 8 juli Noords Kampioenschap 1948/51 № 145 «onderlinge duels» 19:00 uur (UTC+2) | Jorma Vaihela 33' |       | 89' Odd Wang Sørensen | Olympisch Stadion, Helsinki Toeschouwers: 11.264 Scheidsrechter: Aksel Asmussen (DEN) |

|                                                                             |                                         |       |         |                                                                              |
| 8 september WK 1950 kwalificatie № 146 «onderlinge duels» 18:30 uur (UTC+1) | Ierland                                 | 3 – 0 | Finland | Dalymount Park, Dublin Toeschouwers: 22.479 Scheidsrechter: Bill Evans (ENG) |
| 8 september WK 1950 kwalificatie № 146 «onderlinge duels» 18:30 uur (UTC+1) | Johnny Gavin 35' Martin 45' (pen.), 75' |       |         | Dalymount Park, Dublin Toeschouwers: 22.479 Scheidsrechter: Bill Evans (ENG) |

|                                                                                      |            |                                          |         |                                                                                             |
| 11 september Noords Kampioenschap 1948/51 № 147 «onderlinge duels» 13:30 uur (UTC+1) | Denemarken | 0 – 2                                    | Finland | Københavns Idrætspark, Denemarken Toeschouwers: 25.700 Scheidsrechter: Gunnar Dahlner (SWE) |
| 11 september Noords Kampioenschap 1948/51 № 147 «onderlinge duels» 13:30 uur (UTC+1) |            | 14' Yrjö Asikainen 25' Kalevi Lehtovirta |         | Københavns Idrætspark, Denemarken Toeschouwers: 25.700 Scheidsrechter: Gunnar Dahlner (SWE) |

|                                                                                   |                                                                                               |       |                  |                                                                                    |
| 2 oktober Noords Kampioenschap 1948/51 № 148 «onderlinge duels» 13:30 uur (UTC+1) | Zweden                                                                                        | 8 – 1 | Finland          | Malmö Idrottsplats, Malmö Toeschouwers: 18.247 Scheidsrechter: Ludvig Jørkov (DEN) |
| 2 oktober Noords Kampioenschap 1948/51 № 148 «onderlinge duels» 13:30 uur (UTC+1) | Egon Jönsson 7', 9', 17' Ingvar Rydell 24', 75', 83' Kalle Palmér 41' Karl Erik Jakobsson 89' |       | 4' Jorma Vaihela | Malmö Idrottsplats, Malmö Toeschouwers: 18.247 Scheidsrechter: Ludvig Jørkov (DEN) |

|                                                                           |             |       |             |                                                                                       |
| 9 oktober WK 1950 kwalificatie № 149 «onderlinge duels» 14:00 uur (UTC+2) | Finland     | 1 – 1 | Ierland     | Olympisch Stadion, Helsinki Toeschouwers: 13.437 Scheidsrechter: Jan Bronkhorst (NED) |
| 9 oktober WK 1950 kwalificatie № 149 «onderlinge duels» 14:00 uur (UTC+2) | Vaihela 90' |       | 65' Farrell | Olympisch Stadion, Helsinki Toeschouwers: 13.437 Scheidsrechter: Jan Bronkhorst (NED) |

Finse voetbalbond · A-internationals · Bondscoaches · Statistieken · Fins vrouwenelftal · Olympisch elftal · Finland U21 · Finland U20 · Finland U19 · Finland U18 · Finland U17 · Finland U16
1911 – 1919 ·
1920 – 1929 ·
1930 – 1939 ·
1940 – 1949 ·
1950 – 1959 ·
1960 – 1969 ·
1970 – 1979 ·
1980 – 1989 ·
1990 – 1999 ·
2000 – 2009 ·
2010 – 2019 ·
2020 − 2029
EK 2020
OS 1912 ·
OS 1936 ·
OS 1952 ·
OS 1980
1911 · 
1912 · 
1913 · 
1914 · 
1915 · 1916 · 1917 · 1918 · 
1919 · 
1920 · 
1921 · 
1922 · 
1923 · 
1924 · 
1925 · 
1926 · 
1927 · 
1928 · 
1929 · 
1930 · 
1931 · 
1932 · 
1933 · 
1934 · 
1935 · 
1936 · 
1937 · 
1938 · 
1939 · 
1940 · 
1941 · 
1942 · 
1943 · 
1944 · 
1945 · 
1946 · 
1947 · 
1948 · 
1949 · 
1950 · 
1952 · 
1952 · 
1953 · 
1954 · 
1955 · 
1956 · 
1957 · 
1958 · 
1959 · 
1960 · 
1961 · 
1962 · 
1963 · 
1964 · 
1965 · 
1966 · 
1967 · 
1968 · 
1969 · 
1970 · 
1971 · 
1972 · 
1973 · 
1974 · 
1975 · 
1976 · 
1977 · 
1978 · 
1979 · 
1980 · 
1981 · 
1982 · 
1983 · 
1984 · 
1985 · 
1986 · 
1987 · 
1988 · 
1989 · 
1990 · 
1991 · 
1992 · 
1993 · 
1994 · 
1995 · 
1996 · 
1997 · 
1998 · 
1999 · 
2000 · 
2001 · 
2002 · 
2003 · 
2004 · 
2005 · 
2006 · 
2007 · 
2008 · 
2009 · 
2010 · 
2011 · 
2012 · 
2013 · 
2014 · 
2015 · 
2016 · 
2017 · 
2018 ·
2019 ·
2020
Albanië ·
Algerije ·
Andorra ·
Armenië ·
Azerbeidzjan ·
Bahrein ·
Barbados ·
België ·
Bermuda ·
Bolivia ·
Bosnië en Herzegovina ·
Brazilië ·
Bulgarije ·
Canada ·
Chili ·
China ·
Colombia ·
Costa Rica ·
Cyprus ·
Denemarken ·
DDR ·
(West-)Duitsland ·
Ecuador ·
Egypte ·
Engeland ·
Estland ·
Faeröer ·
Frankrijk ·
Georgië ·
Griekenland ·
Honduras ·
Hongarije ·
Ierland ·
IJsland ·
India ·
Irak ·
Israël ·
Italië ·
Japan ·
Jemen ·
Joegoslavië ·
Jordanië ·
Kameroen ·
Kazachstan ·
Koeweit ·
Kosovo ·
Kroatië ·
Letland ·
Liechtenstein ·
Litouwen ·
Luxemburg ·
Maleisië ·
Malta ·
Marokko ·
Mexico ·
Moldavië ·
Montenegro ·
Nederland ·
Noord-Ierland ·
Noord-Korea ·
Noord-Macedonië ·
Noorwegen ·
Oekraïne · 
Oman ·
Oostenrijk ·
Peru ·
Polen ·
Portugal ·
Qatar ·
Roemenië ·
Rusland ·
San Marino ·
Saoedi-Arabië ·
Schotland ·
Servië ·
Servië en Montenegro ·
Singapore ·
Slovenië ·
Slowakije ·
Sovjet-Unie ·
Spanje ·
Thailand ·
Trinidad en Tobago ·
Tsjechië ·
Tsjecho-Slowakije ·
Tunesië ·
Turkije ·
Uruguay ·
Verenigde Arabische Emiraten ·
Verenigde Staten ·
Wales ·
Wit-Rusland ·
Zuid-Korea ·
Zweden ·
Zwitserland
België (2021) · 
Denemarken (2021) · 
Rusland (2021)
Albanië · België · Bulgarije · Denemarken · Duitsland · Engeland · Estland · Finland · Frankrijk · Griekenland · Hongarije · Ierland · IJsland · Israël · Italië · Joegoslavië · Kroatië · Letland · Litouwen · Luxemburg · Nederland · Noord-Ierland · Noorwegen · Oostenrijk · Polen · Portugal · Roemenië · Schotland · Slowakije · Spanje · Tsjecho-Slowakije · Turkije · Wales · Zweden · Zwitserland